# Christian Valdéz
Christian de Jesús „Recodo” Valdéz Loaiza (ur. 5 maja 1984 w Mazatlán) – meksykański piłkarz występujący na pozycji defensywnego pomocnika, obecnie zawodnik Veracruz.
Profesjonalnym piłkarzem był również jego starszy brat Eyssy Valdéz (pomocnik m.in. Tecos UAG i Tigres UANL).

## Kariera klubowa
Valdéz rozpoczynał karierę piłkarską w wieku dziewiętnastu lat w nowo powstałym, drugoligowym klubie Dorados de Sinaloa z siedzibą w mieście Culiacán. Od razu wywalczył sobie miejsce w wyjściowej jedenastce i już na koniec rozgrywek 2003/2004 zanotował ze swoją drużyną (założoną zaledwie rok wcześniej) historyczny awans do pierwszej ligi. Bezpośrednio po promocji przeniósł się jednak do pierwszoligowego zespołu Club Atlas z miasta Guadalajara, w którego barwach za kadencji szkoleniowca Sergio Bueno zadebiutował w meksykańskiej Primera División, 15 sierpnia 2004 w przegranym 0:2 spotkaniu z Santosem Laguna. Tam również szybko został podstawowym pomocnikiem ekipy i premierowego gola w najwyższej klasie rozgrywkowej strzelił natomiast 25 września tego samego roku w wygranych 3:1 derbach miasta z Chivas. W 2008 roku zajął drugie miejsce w rozgrywkach kwalifikacyjnych do Copa Libertadores – InterLidze, zaś ogółem barwy Atlasu reprezentował przez blisko pięć lat, przez niemal cały ten czas będąc kluczowym graczem zespołu.
W styczniu 2009 Valdéz został wypożyczony do zespołu Jaguares de Chiapas z siedzibą w Tuxtla Gutiérrez, gdzie z miejsca został podstawowym zawodnikiem środka pola i jednym z liderów drużyny. Wskutek swoich udanych występów już po roku dołączył do klubu na zasadzie transferu definitywnego, a kilka miesięcy później został mianowany przez trenera José Guadalupe Cruza kapitanem drużyny. W Jaguares występował łącznie przez trzy lata bez większych sukcesów, będąc czołowym defensywnym pomocnikiem ligi. W styczniu 2012 (wraz ze swoim kolegą klubowym Óscarem Razo) na zasadzie transakcji wiązanej udał się na wypożyczenie (po roku został wykupiony na stałe) do ekipy Monarcas Morelia. W barwach Morelii – mając niepodważalne miejsce w wyjściowym składzie – w jesiennym sezonie Apertura 2013 zdobył swoje pierwsze trofeum w karierze, triumfując w pucharze Meksyku – Copa MX. W 2014 roku wywalczył z Morelią krajowy superpuchar – Supercopa MX, a w 2015 roku zajął w tych rozgrywkach drugie miejsce. Bezpośrednio po tym miała miejsce przebudowa drużyny – jego miejsce w środku pola zajęli nowo zakupieni Juan Pablo Rodríguez i Cristian Pellerano, relegując go do roli rezerwowego.
W styczniu 2016 Valdéz udał się na wypożyczenie do ekipy Puebla FC, gdzie jako podstawowy zawodnik spędził bez poważniejszych sukcesów pół roku, po czym – również na zasadzie wypożyczenia – przeniósł się do Club León. Jego barwy reprezentował z kolei przez rok – również ze zmiennym szczęściem – a następnie został wypożyczony do walczącego o utrzymanie zespołu Tiburones Rojos de Veracruz.

## Kariera reprezentacyjna
W maju 2005 Valdéz został powołany przez szkoleniowca René Isidoro Garcíę do olimpijskiej reprezentacji Meksyku U-23 na prestiżowy towarzyski Turniej w Tulonie. Tam jego kadra odpadła z rozgrywek w półfinale Portugalii (0:1) i zajęła ostatecznie czwarte miejsce.

## Statystyki kariery
| Dorados  | 2003–2004 | Meksyk | Ascenso MX | 37  | 4  | —  | — | —  | —  | — | 37  | 4  |
| Atlas    | 2004–2005 | Meksyk | Liga MX    | 31  | 2  | —  | — | —  | —  | — | 31  | 2  |
| Atlas    | 2005–2006 | Meksyk | Liga MX    | 4   | 0  | —  | — | —  | —  | — | 4   | 0  |
| Atlas    | 2006–2007 | Meksyk | Liga MX    | 34  | 0  | —  | — | —  | —  | — | 34  | 0  |
| Atlas    | 2007–2008 | Meksyk | Liga MX    | 33  | 2  | 4  | 0 | CL | 10 | 0 | 47  | 2  |
| Atlas    | 2008–2009 | Meksyk | Liga MX    | 15  | 1  | —  | — | —  | —  | — | 15  | 1  |
| Chiapas  | 2008–2009 | Meksyk | Liga MX    | 18  | 0  | —  | — | —  | —  | — | 18  | 0  |
| Chiapas  | 2009–2010 | Meksyk | Liga MX    | 34  | 2  | 3  | 0 | —  | —  | — | 37  | 2  |
| Chiapas  | 2010–2011 | Meksyk | Liga MX    | 35  | 4  | —  | — | CL | 10 | 0 | 45  | 4  |
| Chiapas  | 2011–2012 | Meksyk | Liga MX    | 19  | 1  | —  | — | —  | —  | — | 19  | 1  |
| Morelia  | 2011–2012 | Meksyk | Liga MX    | 18  | 1  | —  | — | —  | —  | — | 18  | 1  |
| Morelia  | 2012–2013 | Meksyk | Liga MX    | 33  | 0  | 2  | 1 | —  | —  | — | 35  | 1  |
| Morelia  | 2013–2014 | Meksyk | Liga MX    | 34  | 2  | 3  | 0 | CL | 1  | 0 | 38  | 2  |
| Morelia  | 2014–2015 | Meksyk | Liga MX    | 25  | 1  | 4  | 0 | —  | —  | — | 29  | 1  |
| Morelia  | 2015–2016 | Meksyk | Liga MX    | 2   | 0  | 6  | 0 | —  | —  | — | 8   | 0  |
| Puebla   | 2015–2016 | Meksyk | Liga MX    | 15  | 3  | —  | — | —  | —  | — | 15  | 3  |
| León     | 2016–2017 | Meksyk | Liga MX    | 21  | 0  | 5  | 0 | —  | —  | — | 26  | 0  |
| Veracruz | 2017–2018 | Meksyk | Liga MX    |     |    |    |   | —  | —  | — | 0   | 0  |
| Ogółem   | Ogółem    | Ogółem | Ogółem     | 408 | 23 | 27 | 1 | CL | 21 | 0 | 456 | 24 |

Legenda:
- CL – Copa Libertadores